# Sybil Shainwald
Sybil Shainwald   (Nova York, 27 d'abril de 1928 - Nova York, 9 d'abril de 2025) va ser una advocada estatunidenca especialitzada en dret de salut de la dona i activista per a la reforma del sistema de salut de la dona. Va representar milers de dones i els seus fills en demandes individuals i col·lectives contra fabricants de medicaments, dispositius i procediments nocius. Shainwald va ser expresidenta de la Xarxa Nacional de Salut de la Dona, cofundadora de Health Action International (Acció Sanitària Internacional) i de Trial Lawyers for Public Justice (Advocats Litigants per a la Justícia Pública).

## Vida personal i educació
Shainwald va néixer a la ciutat de Nova York, filla de Morris i Anne Brodkin, fills d'immigrants jueus russos. Es va graduar a la James Madison High School de Brooklyn i a 16 anys va ingressar al William and Mary College de Williamsburg, Virgínia. Es va graduar com a primera de la seva promoció amb una llicenciatura en història el 1948 i després va ensenyar a les escoles de la ciutat de Nova York i New Rochelle mentre criava quatre fills. El 1960 s'havia casat amb el comptable i defensor del consumidor Sidney Shainwald. Més tard, va estudiar postgrau a la Universitat de Colúmbia, on va obtenir el màster en història el 1972. Aquell mateix any va rebre una beca del National Endowment for the Humanities per establir el Center for the Study of the Consumer Movement a la Unió de Consumidors (Consumers Union), que va dirigir de 1972 a 1978. Paral·lelament, va assistir a la divisió nocturna de la Facultat de Dret de Nova York, on va obtenir el títol de doctora en dret el 1976.
Shainwald va morir el 9 d'abril de 2025, a l'edat de 96 anys.

## Carrera jurídica
Shainwald va treballar inicialment com a assistent judicial al bufet d'advocats d'Alfred S. Julien a la ciutat de Nova York. A finals de la dècada de 1970, com a co-advocada, va representar amb èxit Joyce Bichler en el cas Bichler contra Lilly. Bichler, que a 17 anys havia desenvolupat un adenocarcinoma de coll uterí i vagina, que va requerir l'extirpació dels seus òrgans reproductors, havia presentat una acció de responsabilitat contra la companyia farmacèutica Eli Lilly, pels danys soferts per l'ús del component DES (dietilestilbestrol) per part de la seva mare mentre estava embarassada d'ella. Aquest va ser el primer cas que va responsabilitzar els fabricants de medicaments pels problemes de salut dels nens les mares dels quals havien pres el fàrmac sintètic d'estrogen DES per prevenir l'avortament espontani. Lilly va apel·lar el cas el 1979. Bichler va rebutjar l'oferta de Lilly de 100.000 dòlars quan Shainwald li va dir "que si els diners no eren essencials, i si podia esperar un veredicte del jurat, seria una victòria per a les dones de tot arreu". Bichler va guanyar l'apel·lació el 1982 i el jurat va atorgar-li 500.000 dòlars.
La reforma sanitària relativa a les dones es va convertir llavors en la causa de Shainwald. A finals de la dècada del 1980, Shainwald va representar dones que havien patit la pèrdua de líquid dels implants mamaris de gel de silicona, la qual cosa els havien causat diversos problemes autoimmunitaris, neurològics i reumatològics. Com a membre del Comitè de Liquidació en els casos consolidats coneguts com a MDL 926, va aconseguir establir un fons de 25 milions de dòlars per a dones de fora dels Estats Units d'Amèrica que van resultar lesionades per implants mamaris defectuosos. Shainwald va litigar casos relacionats amb diverses formes de control de la natalitat, inclòs el Dalkon Shield (un dispositiu intrauterí), representant 2.000 dones en una demanda col·lectiva contra AH Robins Company, i va aconseguir obtenir capital per a dones estrangeres. També va litigar contra les píndoles anticonceptives, la prova de diagnòstic prenatal coneguda com a mostra de vellositats coriòniques, l'inhibidor de la lactància Parlodel, el fàrmac antiobesitat Fen-Phen i altres productes perjudicials per a la salut de les dones.
El 1995, va representar dones en demandes col·lectives estatals i federals contra Wyeth-Ayerst Laboratories, el fabricant de Norplant, un implant de càpsula hormonal dissenyat com a anticonceptiu d'acció prolongada i utilitzat per aproximadament un milió de dones. Shainwald va afirmar que no s'havia provat adequadament. El 1989, quan va testificar davant l'agència en nom de Health Action International, un consorci d'empreses sanitàries, va instar la FDA (Food & Drug Administration, Administració d'Aliments i Fàrmacs) a no aprovar-ne la venda. Va advertir dels greus problemes del dispositiu, entre ells la seva extracció, la infecció al lloc de l'implant i els efectes secundaris a llarg termini, llavors desconeguts.
El 1996, Shainwald va guanyar una demanda col·lectiva que va establir un programa supervisat pels tribunals i finançat per les companyies farmacèutiques que fabricaven el DES. El resultat va ser l'establiment d'un Fons d'Emergència per a les filles del DES que incloïa compensacions, entre altres, per les despeses mèdiques no reemborsades per les companyies d'assegurances, l'assessorament psicològic i les despeses relacionades amb la infertilitat deguda a l'exposició al DES. El fons també va finançar una campanya d'educació i divulgació del DES dirigida al públic en general.
Shainwald també va tenir un paper fonamental en el canvi de l'establiment de prescripció de les lesions latents a l'Estat de Nova York el 1986, i va presentar el primer cas en virtut del Revival and Discovery Statute, que permetia que es tornessin a presentar casos desestimats durant un període d'un any.

## Defensa de la salut
Shainwald va ser presidenta de la Xarxa Nacional de Salut de la Dona a la dècada del 1980, cofundadora de Health Action International, membre fundadora de Trial Lawyers for Public Justice i membre del Consorci de Consumidors de la FDA. També va participar en la Fundació de Recursos i Serveis Educatius per a la Histerectomia (HERS).
A més de la defensa davant els tribunals, Shainwald va escriure, testificar i impartir conferències sobre negligència obstètrica, histerectomies innecessàries i litigis per responsabilitat de productes. A la dècada del 1980 va viatjar fora dels Estats Units d'Amèrica per educar les dones sobre la toxicitat del Depo Provera, un fàrmac fabricat per Upjohn Corporation. Tot i que no van ser aprovades per la FDA per a l'ús anticonceptiu, aquestes injeccions anticonceptives, administrades cada tres mesos, es van comercialitzar a 80 països i també als Estats Units d'Amèrica, a través de llacunes legals, per a dones pobres, de minories i amb discapacitat mental. Shainwald va estimar que es va receptar aquest fàrmac -un producte relacionat amb càncer en animals de laboratori- a 20.000 dones nord-americanes, com a anticonceptiu i per tractar la síndrome premenstrual i l'endometriosi, i no se'ls va informar sobre els seus efectes secundaris. Shainwald va qualificar la seva distribució com a "experimentació humana a escala massiva". Els escrits i el testimoni de Shainwald davant la FDA i el Congrés han tingut un impacte significatiu en la sensibilització sobre problemes crucials de salut de les dones.
Shainwald va rebre nombrosos premis per la seva defensa, incloent-hi la Medalla del President de la Facultat de Dret de Nova York el 2007, el Premi del Degà de la Universitat de Colúmbia (2009), el Premi Susan B. Anthony de l'Organització Nacional per a les Dones, el Doctorat en Dret – Doctorat Honoris Causa de la Facultat de Dret de Nova York el 2000 i el Premi Edith I. Spivak de l'Associació d'Advocats del Comtat de Nova York el 2010.

## Sèrie de conferències
En homenatge al seu difunt marit, Shainwald va establir les Sidney Shainwald Public Interest Lectures (Conferències d'Interès Públic Sidney Shainwald) a la Facultat de Dret de Nova York el 2004, per continuar el seu llegat de professionalitat, ètica i responsabilitat social. Entre els ponents, hi ha hagut el senador Edward M. Kennedy, Laurence Tribe, les jutgesses del Tribunal Suprem dels Estats Units Sandra Day O'Connor, Ruth Bader Ginsburg i Stephen G. Breyer, l'exsenador i secretari de Defensa dels Estats Units Chuck Hagel, el secretari d'Estat John Kerry, l'expresidenta de la Cambra de Representants Nancy Pelosi i l'exlíder de la majoria del Senat George J. Mitchell.